# Boehmeria amarantus
Boehmeria amarantus là loài thực vật có hoa trong họ Tầm ma. Loài này được H.Lév. mô tả khoa học đầu tiên năm 1913.